# Qumyataq-sjön
Qumyataq-sjön (azerbajdzjanska: Qumyataq gölü) är en saltsjö i Azerbajdzjan.   Den ligger i distriktet Apsjeron, i den östra delen av landet, 27 km nordväst om huvudstaden Baku. Arean är 1,0 kvadratkilometer. Qumyataq-sjön ligger vid Ceyranbatan-reservoaren.
Omgivningarna runt Qumyataq-sjön är i huvudsak ett öppet busklandskap. Runt Qumyataq-sjön är det tätbefolkat, med 982 invånare per kvadratkilometer.